# Buenoa playtycnemis
Buenoa playtycnemis är en insektsart som först beskrevs av Franz Xaver Fieber 1851.  Buenoa playtycnemis ingår i släktet Buenoa och familjen ryggsimmare. Inga underarter finns listade i Catalogue of Life.